# El Calvario
El Calvario là một khu tự quản thuộc tỉnh Meta, Colombia. Thủ phủ của khu tự quản El Calvario đóng tại El Calvario Khu tự quản El Calvario có diện tích 286 ki lô mét vuông. Đến thời điểm ngày 28 tháng 5 năm 2005, khu tự quản El Calvario có dân số 2773 người.